# Зелёная Стрела. Год первый
Зелёная стрела. Год первый (англ. Green Arrow: Year One) — американская серия комиксов 2007 года, изданная DC Comics. Написанная Энди Дигглом и проиллюстрированная Марком Симпсоном, наиболее известными за работу над комиксом «The Losers», серия комиксов рассказывает о становлении Оливера Квинна на путь супергероя.

## Сюжет
Оливер Куин — легкомысленный повеса и искатель острых ощущений. После очередной пьяной выходки он решает присоединиться к своему телохранителю Хакетту в вояже на яхте лишь для того, чтобы оказаться им преданным. Хакетт оглушает Оливера и выкидывает его за борт, после чего того прибивает к покинутому тропическому острову.
Оливер выжил в суровой природе, используя лишь сделанные из подручных средств лук и стрелы, обнаружив, что он прирождённый лучник. Борьба за жизнь на острове в течение месяцев научила его ценить простые радости, и, впервые в жизни, он почувствовал себя счастливым.
Однако дела оказались хуже, чем он ожидал, когда оказалось, что остров вовсе не так покинут, как считал. Женщина, которую он про себя назвал Чайна Уайт (англ. China White), поработила коренное население острова и принудила их выращивать опиум и производить героин в жерле потухшего вулкана, вокруг которого образовался остров. Оказалось также, что Хакетт на яхте направился именно сюда, поскольку работает на эту женщину. После схватки с ним Оливер оказывается серьёзно ранен. Тайана, одна из местных жителей, спасла его от смерти.
Её самоотверженный акт доброты открыл глаза Оливеру на вину, которую он ощущал всю свою жизнь: вину за переступание через обездоленных на своём пути к вершине. Чтобы отплатить свой долг Тайане за помощь, он решил посвятить свою жизнь борьбе за права угнетённых. Он освобождает рабов, захваченных организацией Чайны Уайт, вооружённый лишь коллекционным луком Говарда Хилла (приобретённым на аукционе перед отъездом) и дюжиной стрел.
Когда на острове появились представители властей, Оливер значительно преуменьшил свою роль в освобождении острова. Он пожертвовал славой за привлечение шайки преступников, чтобы защитить жизни людей Тайаны. Поняв, что греться в лучах славы и быть в центре внимания больше не его стиль жизни, Оливер решает жить двойной жизнью — нахального миллионера днём и героем, борющимся с преступностью — ночью. По возвращении в Стар-сити, его родной город, он изготавливает костюм и берёт себе имя, данное ему Тайаной — Зелёная стрела.

## Критика
Большинство пользователей Amazon.com оценили комикс положительно, общий рейтинг комикса составляет 4,4 балла.

## Коллекционные издания
Комикс «Green Arrow: Year One» был переиздан в твердой обложке под названием «Green Arrow: Year One» (ISBN 9781401216870).